# Uspenskij rajon
L'Uspenskij rajon (in russo Успенский район?) è un rajon del Kraj di Krasnodar, nella Russia europea.